# Ananas bracteatus
La piña tropical roja (Ananas bracteatus) es una especie de piña perteneciente a la familia Bromeliaceae. Se cultivan como plantas ornamentales por su fruta roja decorativa y pueden ser utilizadas como cobertura para la seguridad del hogar. En los lugares más fríos pueden ser cultivadas en interior como planta de interior. Las hojas son largas con espinas afiladas. Crece en todo Brasil en elevaciones de 140 a 320 metros y en la región andina de Venezuela.

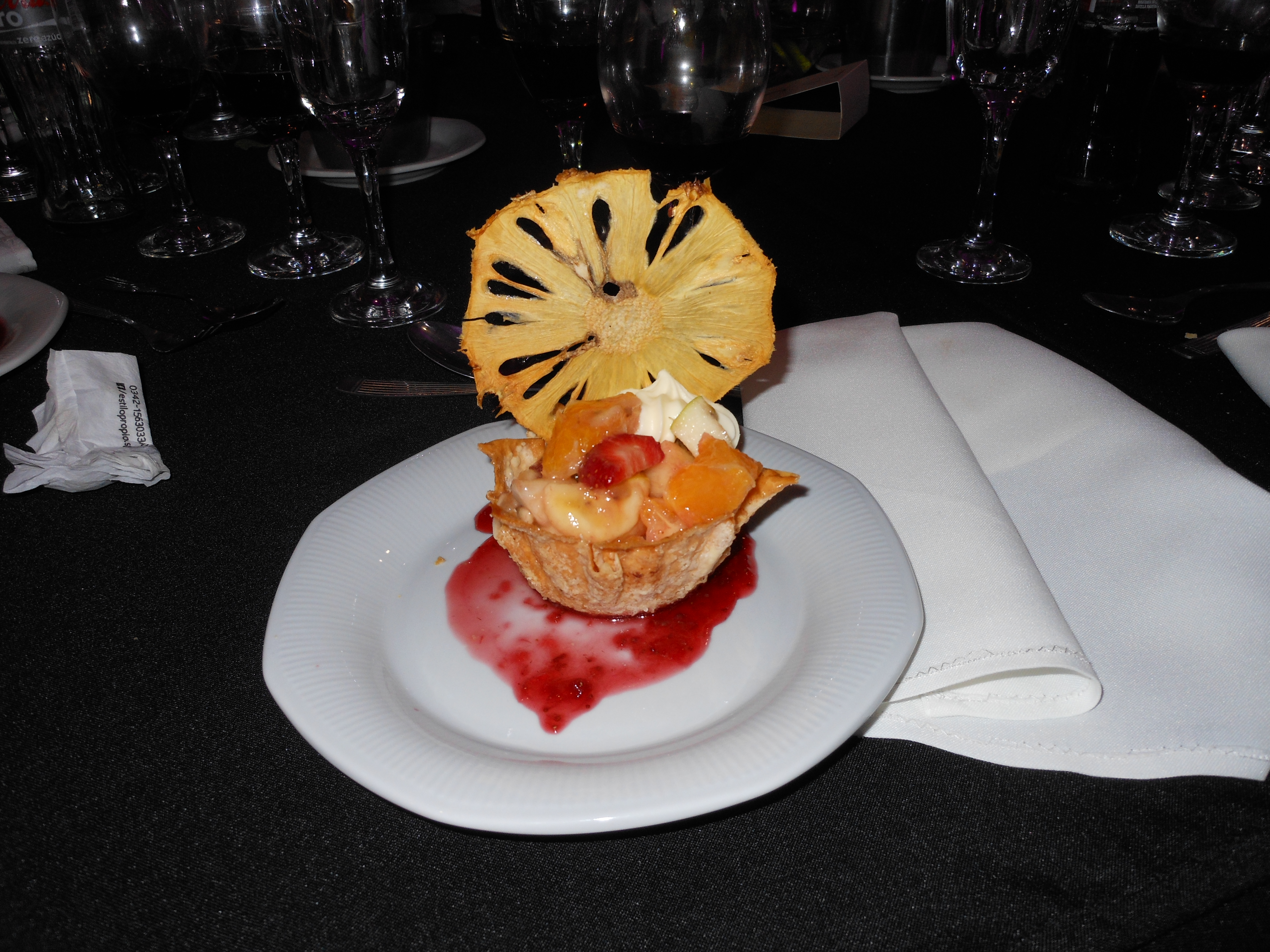
Postre de ananá

## Descripción
Es una especie grande de bromelia con hojas de 100 centímetros de color verde oscuro que se desvanecen a rojo a rosado cuando se expone a la luz solar. Las largas hojas espinosas se caracterizan por la "amplias rayas longitudinales crema y verde que están impregnadoa de color rosa cuando se cultiva con buena luz ". Cuando florece aparece la fruta típica la piña, que es similar a Ananas comosus pero mucho más prolífica.

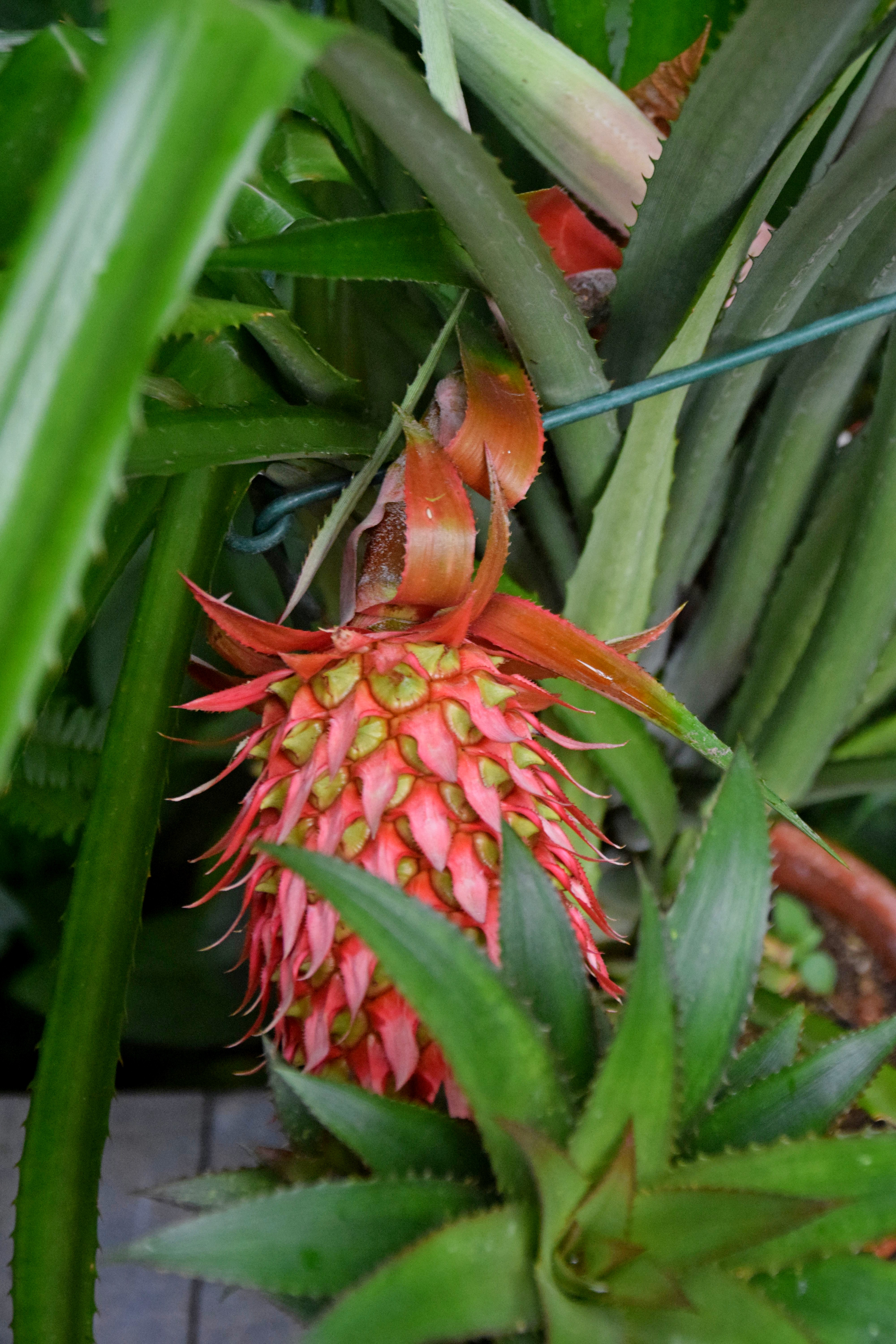
Una piña tropical roja.

## Taxonomía
Ananas bracteatus fue descrita por (Lindl.) Schult. & Schult.f. y publicado en Systema Vegetabilium 7(2): 1286. 1830.
Etimología
El término "piña" se adoptó por su semejanza con el cono de una conífera; la palabra ananá es de origen guaraní, del vocablo naná naná, que significa «perfume de los perfumes». Ananas es una latinización que deriva de la anterior.
bracteatus: epíteto latino que significa "con brácteas".
Sinonimia
- Ananas comosus var. bracteatus (Lindl.) Coppens & F.Leal
- Ananas comosus var. rudis (Bertoni) Camargo
- Ananas comosus var. tricolor (Bertoni) Camargo
- Ananas genesio-linsii Reitz
- Ananas sativus var. bracteatus (Lindl.) Mez
- Ananassa bracteata Lindl.
- Ananassa sagenaria D.Dietr.[6][7]